# Барухово (гміна)
Гміна Барухово (пол. Gmina Baruchowo) — сільська гміна у північній Польщі. Належить до Влоцлавського повіту Куявсько-Поморського воєводства.
Станом на 31 грудня 2011 у гміні проживало 3566 осіб.

## Площа
Згідно з даними за 2007 рік площа гміни становила 107.05 км², у тому числі:
- орні землі: 53.00%
- ліси: 38.00%

Таким чином, площа гміни становить 7.27% площі повіту.

## Населення
Станом на 31 грудня 2011:
| Опис     | Загалом | Загалом | Чоловіки | Чоловіки | Жінки | Жінки |
| -------- | ------- | ------- | -------- | -------- | ----- | ----- |
| одиниця  | осіб    | %       | осіб     | %        | осіб  | %     |
| все      | 3566    | 100     | 1786     | 50.08    | 1780  | 49.92 |
| міське   | 0       | 100     | 0        |          | 0     |       |
| сільське | 3566    | 100     | 1786     | 50.08    | 1780  | 49.92 |

## Сусідні гміни
Гміна Барухово межує з такими гмінами: Ґостинін, Коваль, Любень-Куявський, Новий Дунінув, Влоцлавек.